# Zana
 Ovo je glavno značenje pojma Zana. Za druga značenja pogledajte Zana (razdvojba).
Navodno žena-majmunica s dlakama od glave do pete, vrlo velikom stražnjicom i grudima. Uhvaćena je 1850. godine. U početku je bila vrlo nasilna te su je morali držati u kavezu, da bi se s vremenom smirila i vodila relativno miran život u selu T'khina u Gruziji, no nikad nije naučila govoriti. Kako je bila intimno veznana za jednog seljana Edgi Genaba rodila je nekoliko djece koja su ispočetka umirala, zbog Zanine nekompatobilnosti s majčinstvom.
Otac je djecu zatim dao na odgoj kod drugih obitelji u selu. Dva dječaka: Dzhanda i Khwit (rođeni 1878. i 1898.), i dvije djevojčice, Kodzhanar i Gamasa (rođene 1880 i 1882). Djeca su bila vrlo čovjekolika i za razliku od majke znala govoriti, pa su i sama stupila u brak i imala vlastitu djecu. 
Zana je umrla 1890. godine.
Neki spekuliraju da je bila neljudska Alma.